# Rapana (slak)
Rapana is een geslacht van weekdieren uit de klasse van de Gastropoda (slakken).

## Soorten
- Rapana bezoar (Linnaeus, 1767)
- Rapana pellucida Bozzetti, 2008
- Rapana rapiformis (Born, 1778)
- Rapana venosa (Valenciennes, 1846)